# وحید دلیرزهان
وحید دلیرزهان (زادهٔ ۲۸ مارس ۱۹۹۵) بازیکن بسکتبال اهل ایران و عضو تیم ملی بسکتبال ایران است.
وی در مسابقات کشوری و بین‌المللی در مجموع برندهٔ ۱ مدال نقره شده‌است.